# Vincent Pourchot
Vincent Jean-Pierre Pourchot (Metz, 27 febbraio 1992) è un cestista francese.

## Carriera
Con la Francia under 20 ha vinto la medaglia d'argento ai FIBA EuroBasket Under-20 2012.

## Palmarès
- Match des Champions: 1

Nancy: 2011